# Leszek Woźniak (lekarz)

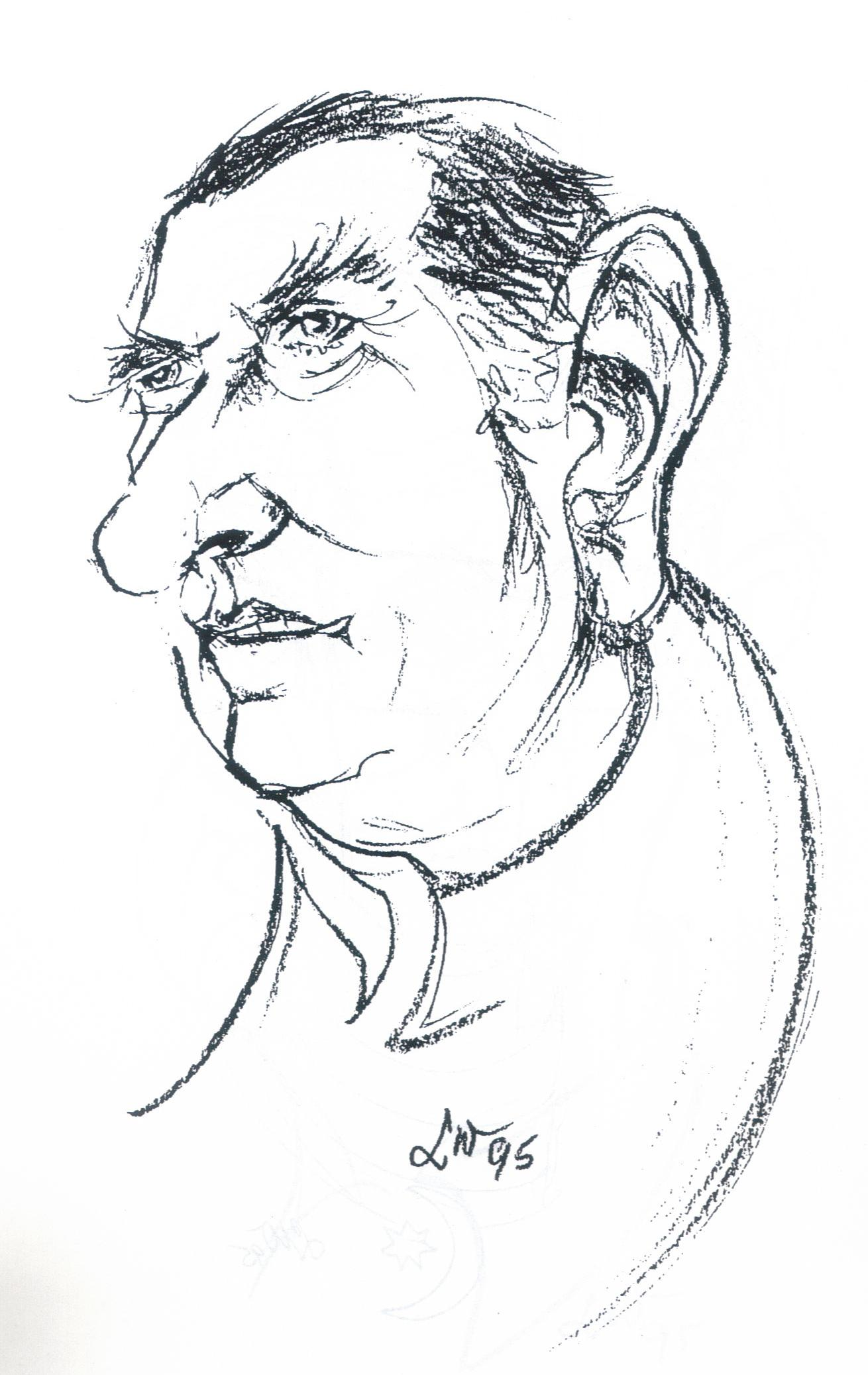
Autokarykatura

Leszek Włodzimierz Woźniak (ur. 30 stycznia 1925 w Łodzi, zm. 5 maja 2019 tamże) – polski lekarz, profesor nauk medycznych, onkolog, patomorfolog i dermatolog, rektor Akademii Medycznej w Łodzi w latach 1981–1987.

## Życiorys
Jego ojciec Józef był urzędnikiem, matka Bolesława z d. Szafranowska była humanistką, poetką i uznaną autorką szarad.
Naukę w szkole średniej rozpoczął w Łodzi, a ukończył na tajnych kompletach w Warszawie w 1941. Po powrocie do Łodzi rozpoczął studia medyczne na Wydziale Lekarskim Uniwersytetu Łódzkiego, które ukończył w 1951 uzyskując dyplom lekarza w tamtejszej Akademii Medycznej. Po studiach podjął pracę naukowo-dydaktyczną jako asystent w macierzystej Uczelni w Katedrze i Zakładzie Anatomii Patologicznej kierowanej wówczas przez wybitnego patologa, prof. Aleksandra Pruszczyńskiego. Prof. Pruszczyński był promotorem jego rozprawy doktorskiej zatytułowanej „Rak Krompechera (adnexoblastoma cutis) – studium morfologiczne”, obronionej w 1956. Dermatopatologia i onkologia stały się dziedzinami, którym poświęcił najwięcej uwagi w swoich badaniach, stając się w nich autorytetem. Habilitację uzyskał w 1964, a jej tematem były badania histochemiczne podścieliska raków skóry. Profesorem nadzwyczajnym został w 1972, a zwyczajnym w 1979.
W latach 1967–1978 był twórcą i kierownikiem Międzywydziałowego Ośrodka Naukowo-Badawczego, a potem (w latach 1978–1995) twórcą i kierownikiem Zakładu/Katedry Onkologii Akademii Medycznej w Łodzi, w skład której weszły dwie kliniki i dwa zakłady diagnostyczne, co umożliwiało kompleksowe leczenie pacjentów, a także wieloprofilowe badania w tym obszarze medycyny.
Prof. Woźniak został pierwszym demokratycznie wybranym rektorem Akademii Medycznej w Łodzi. Funkcję tę pełnił przez dwie kadencje, w latach 1981–1987. Wcześniej był prodziekanem oraz prorektorem ds. nauki w tej samej uczelni. W latach 1981–1982 dwukrotnie reprezentował Polskę na międzynarodowych konferencjach (Światowej Organizacji Zdrowia i UICC – Union Internationale Contre le Cancer) ustalających programy nauczania onkologii. W latach 1983–1988 członek Prezydium Rady Obywatelskiej Budowy Pomnika Szpitala Centrum Zdrowia Matki Polki. W 1995 przeszedł na emeryturę, w 1996 Senat Akademii Medycznej w Łodzi nadał mu tytuł doktora honoris causa.
Leszek Woźniak, mając szerokie kontakty międzynarodowe wśród patologów był wielokrotnie zapraszany na wizyty i wykłady w międzynarodowych instytucjach.
Był przewodniczącym Rady Naukowej Instytutu Onkologii im. M. Skłodowskiej-Curie w Warszawie, przewodniczącym Zarządu Głównego Polskiego Towarzystwa Onkologicznego oraz był jego członkiem honorowym (1990). Był także członkiem honorowym Polskiego Towarzystwa Patologów (1992) oraz Łódzkiego Towarzystwa Naukowego (1997). Był jednym z animatorów ruchu hospicyjnego w Polsce oraz rzecznikiem rozwoju organizacyjnego i naukowego medycyny paliatywnej. Został odznaczony Krzyżami Komandorskim (1998), Oficerskim i Kawalerskim Orderu Odrodzenia Polski, Złotym Krzyżem Zasługi i innymi odznaczeniami państwowymi i resortowymi. Był także posiadaczem Odznaki Honorowej miasta Łodzi.
Był autorem i współautorem ponad 200 prac naukowych, a także głównym autorem cenionych w środowisku patologów diagnostycznych atlasów dermatopatologicznych. Przez kilka lat prowadził w łódzkiej telewizji cykliczne programy popularyzatorskie z zakresu onkologii.
Prof. Woźniak był utalentowanym karykaturzystą. Wśród patologów znane jest jego powiedzenie, że „nowotwór jest karykaturą prawidłowych tkanek” i czyniona przy okazji refleksja, że właśnie obserwacje mikroskopowych obrazów atypowych tkanek inspirują go do tworzenia karykatur. Od czasów młodzieńczych narysował ponad 1000 karykatur (najpierw sportowców, współpracując z „Dziennikiem Łódzkim”, a później naukowców, patologów, polityków i znanych łodzian), z których ponad 750 zostało wydanych w formie książkowej oraz miało wystawy w kilku miastach Polski. Niestety, część najdawniejszych oryginalnych karykatur została w 1950 r. skonfiskowana przez komisję partyjną pod pretekstem „niedopuszczalnego naigrawania się z autorytetów w państwie socjalistycznym”.
Żoną prof. Woźniaka była Maria z d. Błeńska (zm. 2003), odnosząca sukcesy w tenisie ziemnym, siostra cioteczna Wandy Błeńskiej. Córka Anna ukończyła studia plastyczne.
Leszek Woźniak zmarł 5 maja 2019 roku w wieku 95 lat. Pochowany został na cmentarzu Doły w Łodzi.

## Wybór publikacji
- Andrzej Kurnatowski, Zbigniew Ruszczewski, Leszek Woźniak: Atlas histopatologii ogólnej. Państwowy Zakład Wydawnictw Lekarskich, Warszawa, 1954
- Leszek Woźniak, Iwona Giryn: Atlas histopatologii skóry. Wydawnictwo PZWL, Warszawa, 1987, ISBN 83-200-1024-1.
- Leszek Woźniak (oraz Wojciech Biernat, Iwona Giryn-Rokosz, Hanna Saryusz-Wolska): Atlas patomorfologicznej diagnostyki różnicowej chorób skóry ze szczególnym uwzględnieniem nowotworów skóry. (6 tomów wydawanych jako suplementy do „Patologii Polskiej” w latach 1991–1992)
- Leszek Woźniak, Krzysztof W. Zieliński: Nowotwory melanocytarne skóry. Atlas i leksykon histopatologicznych określeń diagnostycznych. Wydawnictwo Olympus-Poland, Warszawa, 2001, ISBN 83-915159-0-7.
- Gaudeamus. Karykatury Profesorów Członków Rady Wydziału Lekarskiego i Stomatologicznego Akademii Medycznej w Łodzi, wykonał kol. Leszek Woźniak. Wyd. Koło Medyków A.M. w Łodzi z okazji V-cio lecia Koła 1945-1950, Łódź, 1950
- Leszek Włodzimierz Woźniak: Łodzianie w karykaturze Leszka Woźniaka. Papier-Service, Łódź, 1998 ISBN 83-905425-1-X.
- Onkolodzy w karykaturze Leszka Woźniaka. Polskie Towarzystwo Onkologiczne, Warszawa, 2000 ISBN 83-908995-7-4.
- Zaczęło się to w Łodzi… Stomatolodzy w karykaturze Leszka Woźniaka, Polskie Towarzystwo Stomatologiczne, Łódź, 2002 ISBN 83-88529-31-5.
- Leszek Woźniak, Krzysztof W. Zieliński, Andrzej Kaszuba: Atlas patologii złośliwych nowotworów skóry, Wydawnictwo Lekarskie PZWL, Warszawa, 2014, ISBN 978-83-200-4725-7.